# Jakow Israilewitsch Sak
Jakow Israilewitsch Sak (russisch Яков Израилевич Зак, wiss. Transliteration Jakov Izrailevič Zak; * 7. Novemberjul. / 20. November 1913greg. in Odessa; † 28. Juni 1976 in Moskau) war ein sowjetischer Pianist und Klavierpädagoge jüdischer Herkunft.

## Leben
Sak studierte am Konservatorium Odessa bei Marija Starkowa und später bei Heinrich Neuhaus am Moskauer Konservatorium. Auf Grund von Neuhaus’ schwerer Krankheit nahm Jakow Sak im Studienjahr 1933/1934 auch einige Stunden bei Konstantin Igumnow.

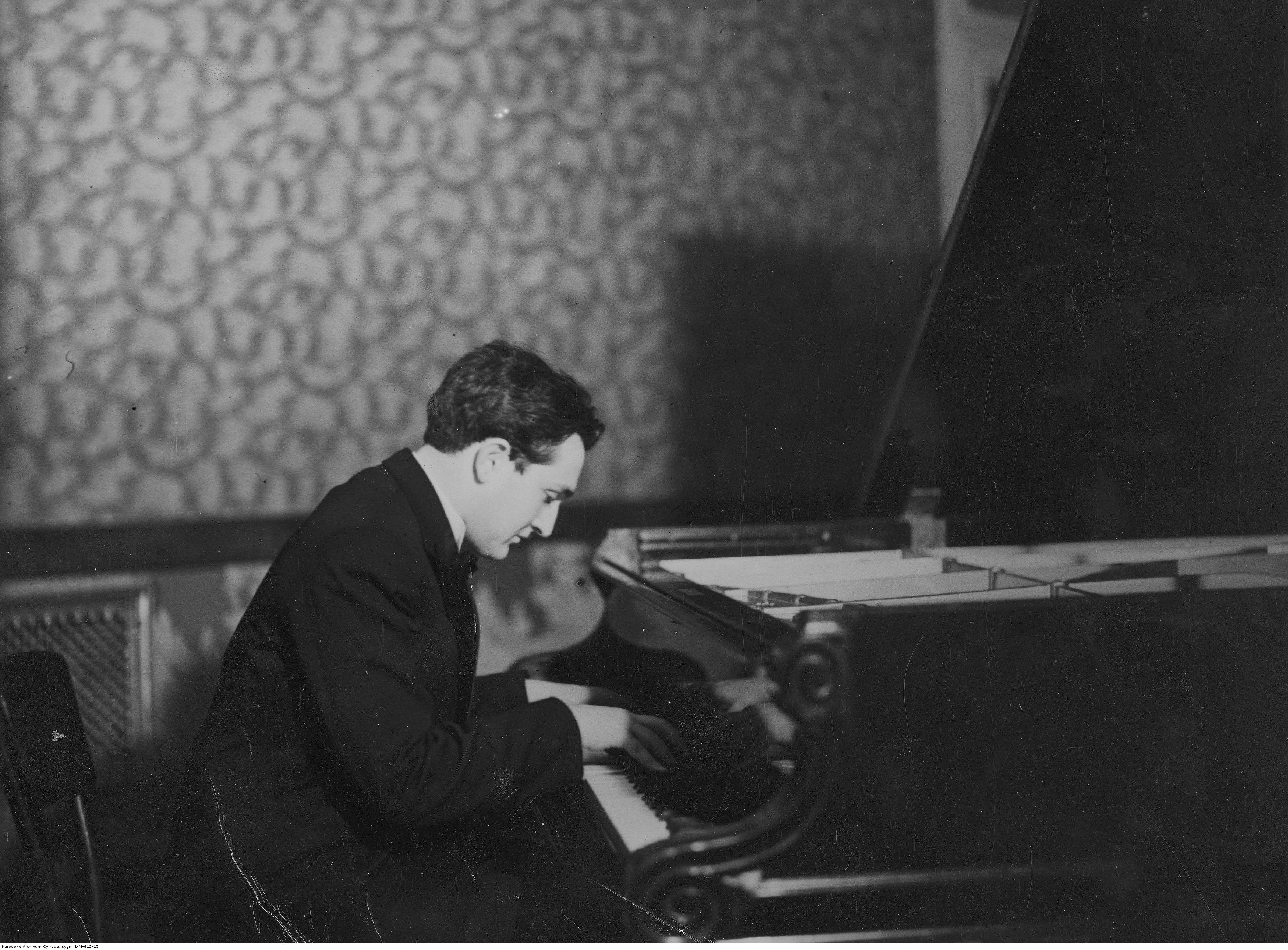
Jakow Sak 1937

Sein Debüt erfolgte 1935, im selben Jahr als er beim bedeutenden 2. All-Unionswettbewerb der UdSSR, den Größen wie Richter, Gilels, Kehrer und andere gewannen, den zweiten Preis erlangte. Zum internationalen Durchbruch verhalf ihm der Sieg beim Dritten Internationalen Chopin-Wettbewerb in Warschau, bei dem er zusätzlich den Sonderpreis für die beste Interpretation einer Mazurka erhielt. Von 1935 an unterrichtete Sak am Moskauer Konservatorium, ordentlicher Professor wurde er dort im Jahr 1947. Zu seinen Schülern zählen bedeutende Pianisten, wie Nikolai Petrow, Waleri Afanassjew, Alexei Kornienko, Evgeny Mogilevsky, Elisso Wirsaladse, Irina Zaritskaya und Swetlana Nawassardjan. Im Jahr 1966 wurde Jakow Sak als Volkskünstler der UdSSR ausgezeichnet.